# 1+1 (single)
1+1 is een nummer van de Australische zangeres Sia uit 2021. Het is afkomstig van de soundtrack van haar film Music, en is de vijfde single van deze soundtrack.
"1+1" is een vrolijk nummer met een zomers geluid. De tekst is positief; het gaat over van iemand houden en genieten van de tijd die je met hem/haar doorbrengt. Het nummer flopte in Sia's thuisland Australië, maar werd wel een hit in Frankrijk en Wallonië. Ook in het Nederlandse taalgebied bereikte het geen hitparades; wel kreeg het kleine airplay op NPO 3FM en zat het in Maak 't of kraak 't op Radio 538.

## Tracklijst
Muziekdownload
1. "1+1" - 2:58